# Überschwemmungen in Brasilien 2022
Die Überschwemmungen in Brasilien 2022 umfassen alle schwereren Überschwemmungen in Brasilien aus dem Jahr 2022. Bereits im Dezember 2021 kam es zu einer Hochwasserkatastrophe in Bahia bei der 24 Menschen ums Leben kamen.

## Hochwasser in Pará (Januar 2022)
Anfang Januar 2022 überstiegen Flüsse im Bundesstaat Pará im Norden Brasiliens kritische Stände. In der Stadt Marabá am Ufer des Rio Tocantins bei der Einmündung des Rio Itacaiúnas überstiegen Wasserstände am 4. Januar 11,5 m über den Normalzustand. 300 Familien wurden bis dahin evakuiert, 400 weitere folgten bis 8. Januar. Tiefliegende Gebiete nahe der beiden Flüsse wurden überflutet.

## Überschwemmungen in Barretos (6. Januar 2022)
Am 6. Januar kam es in Barretos im Bundesstaat São Paulo zu einer Sturzflut, ausgelöst durch Starkregen. Innerhalb von zwei Stunden fielen über 100 mm Niederschläge. Straßen wurden überschwemmt, Häuser beschädigt und eine Brücke zerstört. Mehrere Bezirke waren in der Folge ohne Trinkwasserversorgung. Eine Person wurde von den Fluten mitgenommen.

## Hochwasser in Minas Gerais (Januar 2022)
Mitte Januar 2022 kam es erneut zu Überschwemmungen in Minas Gerais mit mindestens 15 Todesopfern. Vom 7. bis 15. Januar gab es in der Region besonders starke Regenfälle. So wurden beispielsweise in Divinópolis allein am 8. Januar 111,2 mm Niederschläge verzeichnet. Am 9. Januar verzeichneten Wetterstationen in Ibirité mit 207,6 mm, Florestal mit 183,2 mm und Belo Horizonte mit 144,6 mm noch höhere Niederschläge und am 10. Januar kam es zu Niederschlägen von 122,2 mm in Dores do Indaiá und 116 mm in Capelhina am 11. Januar.
Die schweren Regenfälle trugen vermutlich zur Auslösung des Felssturzes am Furnas-Stausee am 8. Januar bei, der eine Flutwelle verursachte, die mindestens 10 Menschen tötete.
Mehr als 1200 Leute wurden in Brumadinho betroffen als der Rio Paraopeba am 11. Januar über die Ufer trat und einen Großteil der Kleinstadt überschwemmte. Bei einem Erdrutsch starben zudem 5 Leute in Brumadinho. In der Kleinstadt starben erst im Januar 2019 beim durch Sicherheitsmängel ausgelösten Dammbruch von Brumadinho mindestens 270 Menschen.
Um den 12. Januar erreichte der Rio Doce nahe der Gemeinde Governador Valadares einen Stand von 6,1 Metern, was weit über dem Hochwasserstand von 3,6 Metern liegt. Die Überschwemmung vertrieb etwa 10.000 Leute der Gemeinde aus ihren Häusern. Auch Flussabschnitte unter anderem bei Tumiritinga, sowie Linhares und Colatina im Bundesstaat Espírito Santo sind über dem Hochwasserstand. Zudem kam es in den Gemeinden João Pinheiro und Oliveira zu Überschwemmungen mit zusammengenommen etwa 5000 Betroffenen.
Insgesamt waren in Minas Gerais ungefähr 55.000 Einwohner von den Überschwemmungen betroffen.
Seit Oktober waren Stand 12. Januar in Minas Gerais laut dem Katastrophenschutz über 28.000 Menschen vertrieben worden und 341 Gemeinden riefen den Notstand aus. Auch Tage danach zwangen schwere Regenfälle Familien noch ihre Häuser zu verlassen, sodass die Zahl bis zum 16. Januar auf 45.815 stieg und die Zahl der Obdachlosen auf 6.664. Die Zahl der Gemeinden in Notstandsituation stieg auf 377.
Die National Mining Agency überwachte 42 potenziell gefährdete Dämme. Die Europäische Kommission kündigte Hilfen in Höhe von einer Million Euro an.

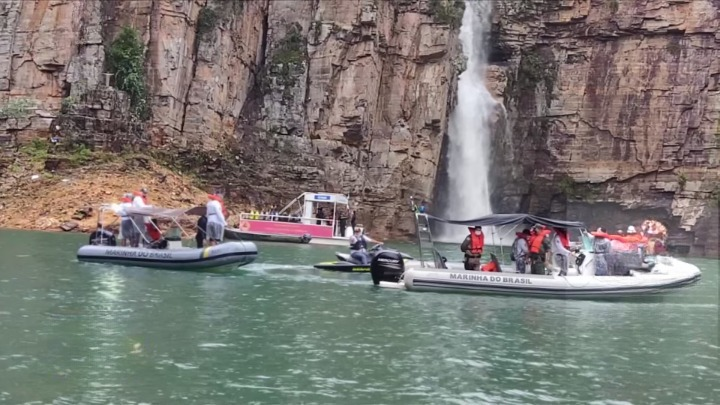
Einsatzkräfte am Furnas-Stausee am 10. Januar
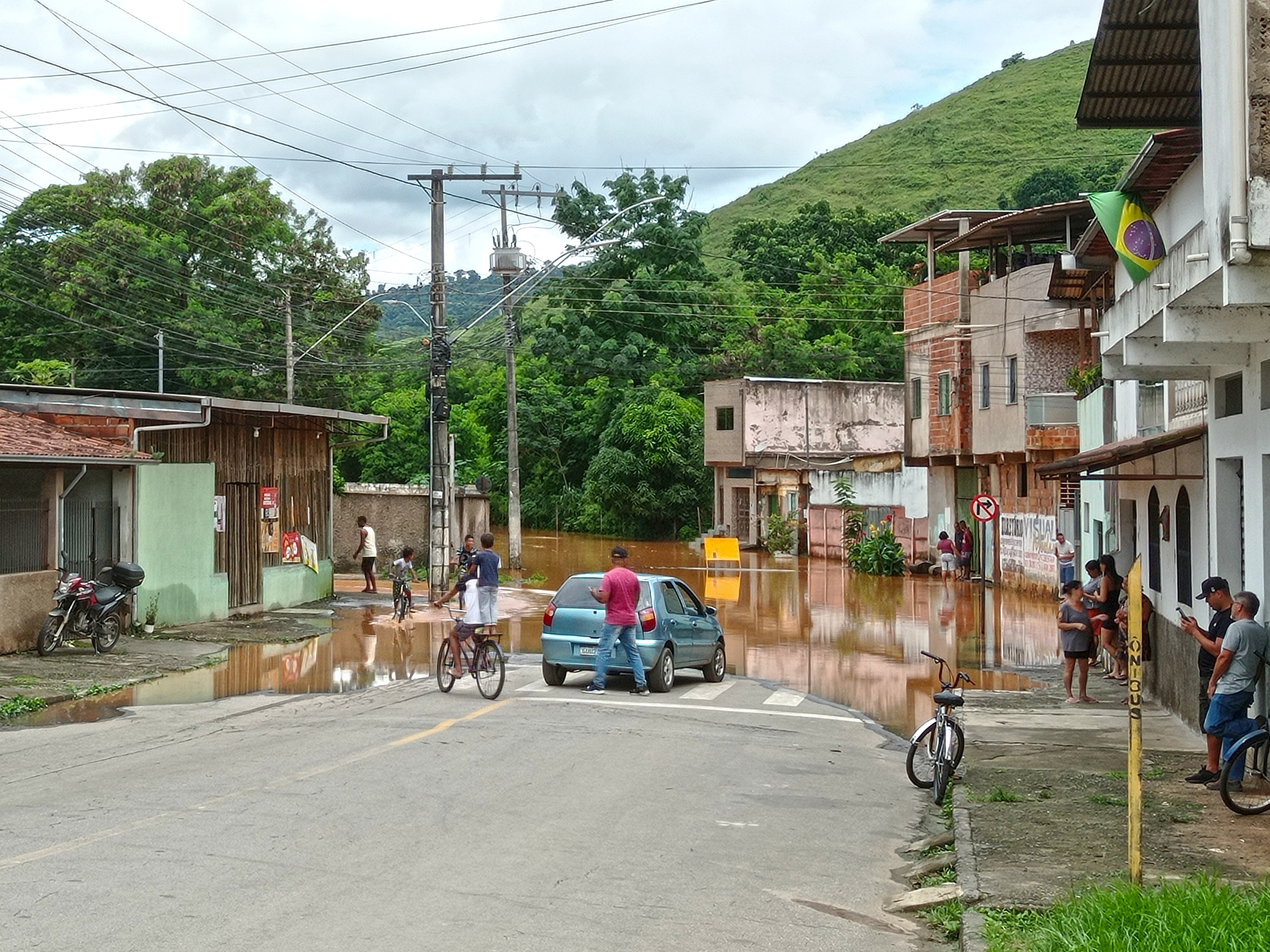
Überschwemmungen am Rio Piracicaba bei Coronel Fabriciano am 10. Januar
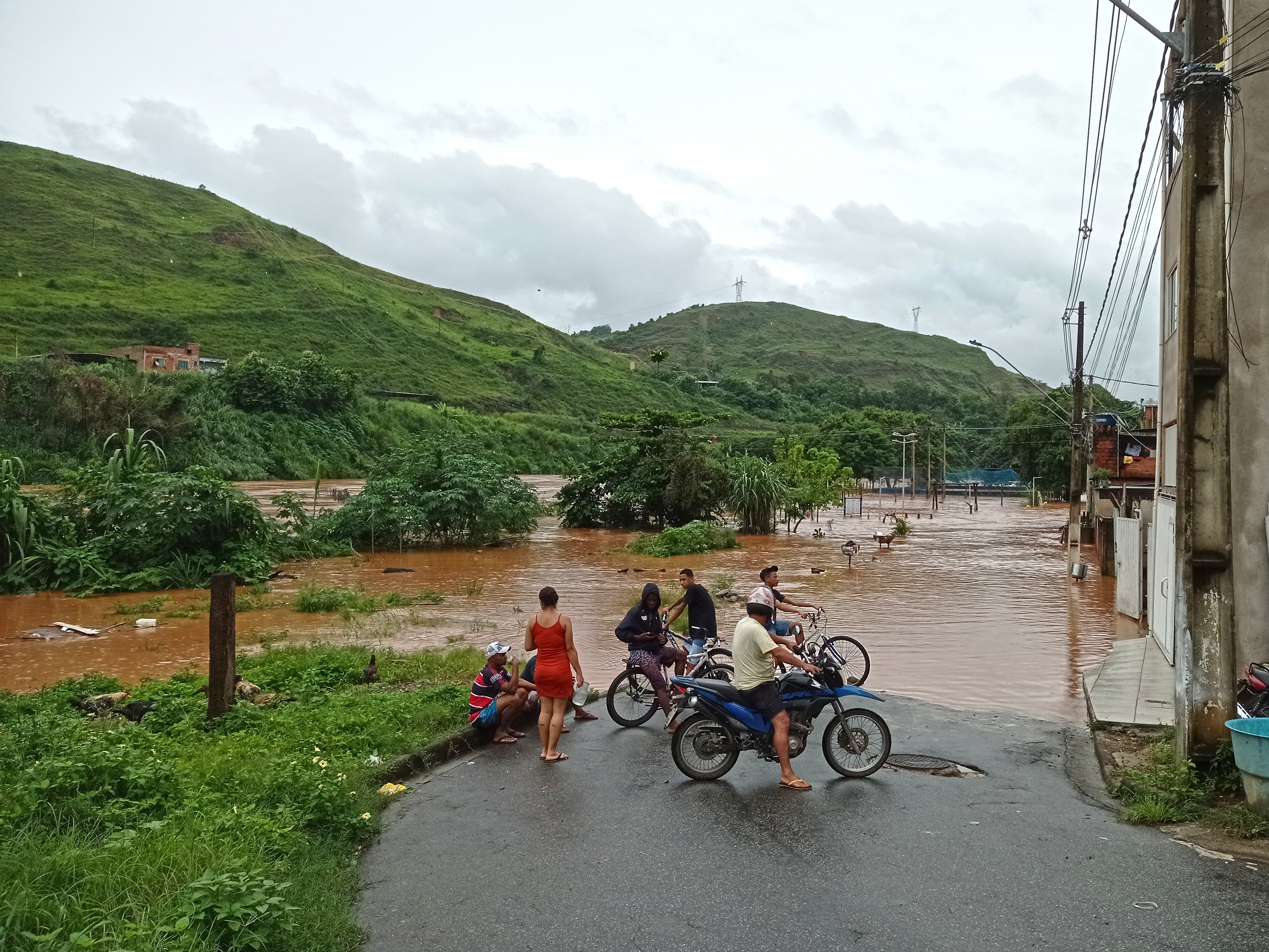
Überschwemmte Straße in Coronel Fabriciano

## Überschwemmungen in São Paulo (Ende Januar 2022)
Im Bundesstaat São Paulo kam es Ende Januar zu starken Niederschlägen. Am 20. Januar wurden in Tupã Niederschläge von 168,2 mm gemessen sowie 107,8 mm in Barueri und 95,8 mm in Marilia. Bei Überschwemmungen starben mindestens 19 Menschen.

## Überschwemmungen und Erdrutsche in Petrópolis und Espírito Santo (Mitte Februar 2022)
Am 15. Februar fielen in Petrópolis im Bundesstaat Rio de Janeiro innerhalb von lediglich drei Stunden 210 mm Regen, was mehr als der durchschnittlichen Regenmenge für den gesamten Monat Februar entspricht. Schwerere Regenfälle gab es im Bundesstaat zuletzt 1932. Lokale Behörden registrierten insgesamt 755 Erdrutsche mit teils verheerenden Folgen, die durch die Wassermassen ausgelöst wurden. 231 Menschen kamen ums Leben und mindestens 200 wurden verletzt.

Weitere Luftaufnahmen
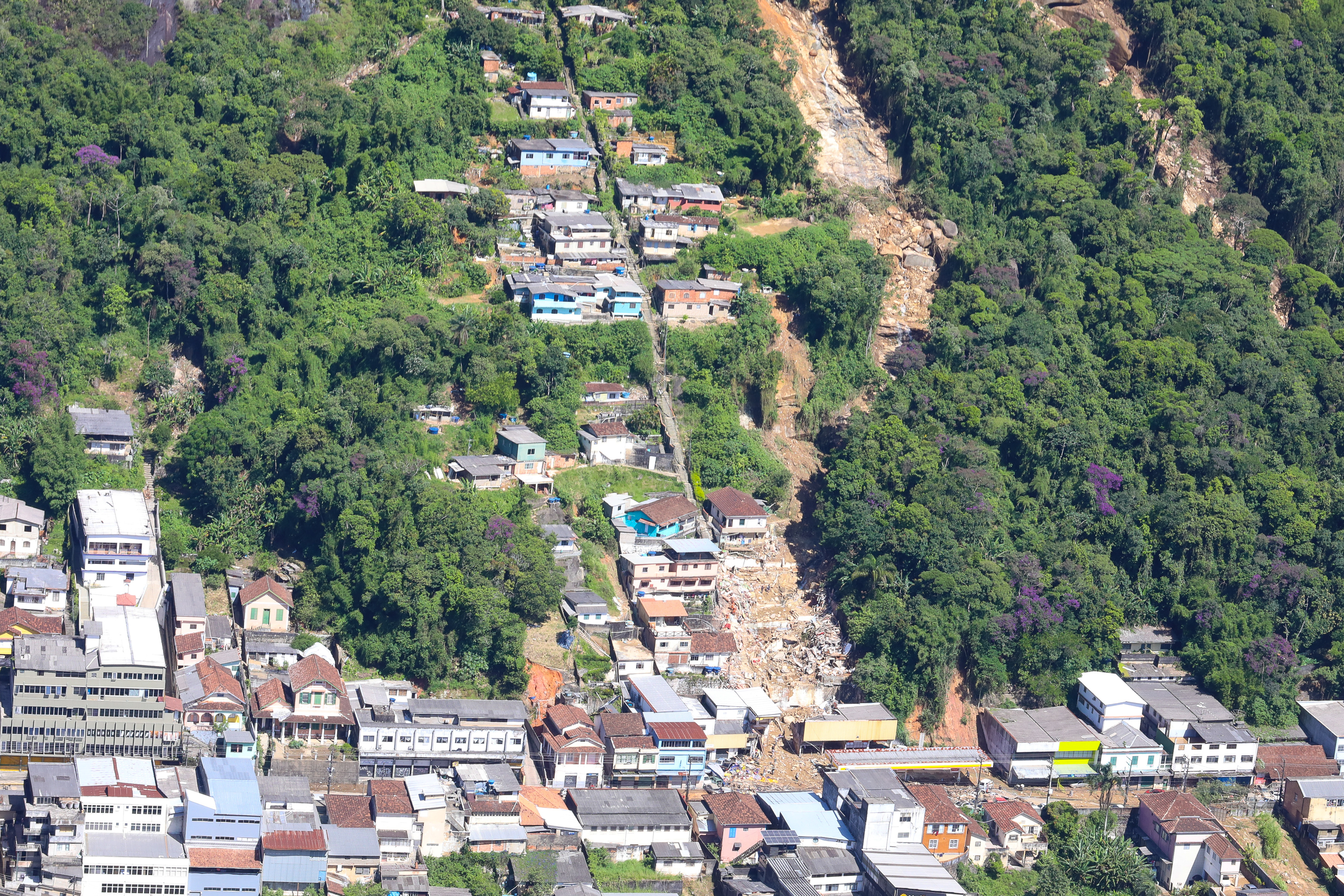
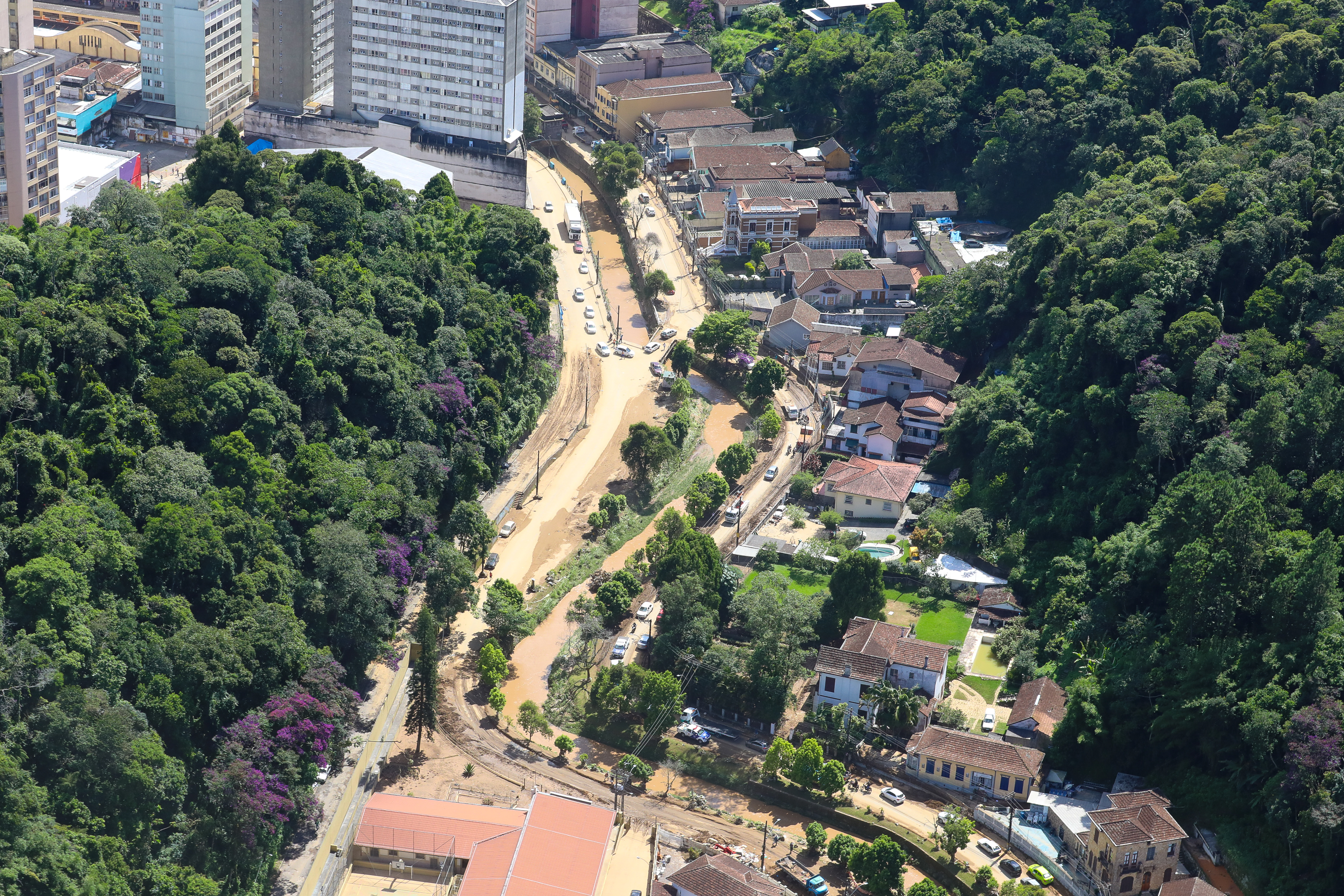
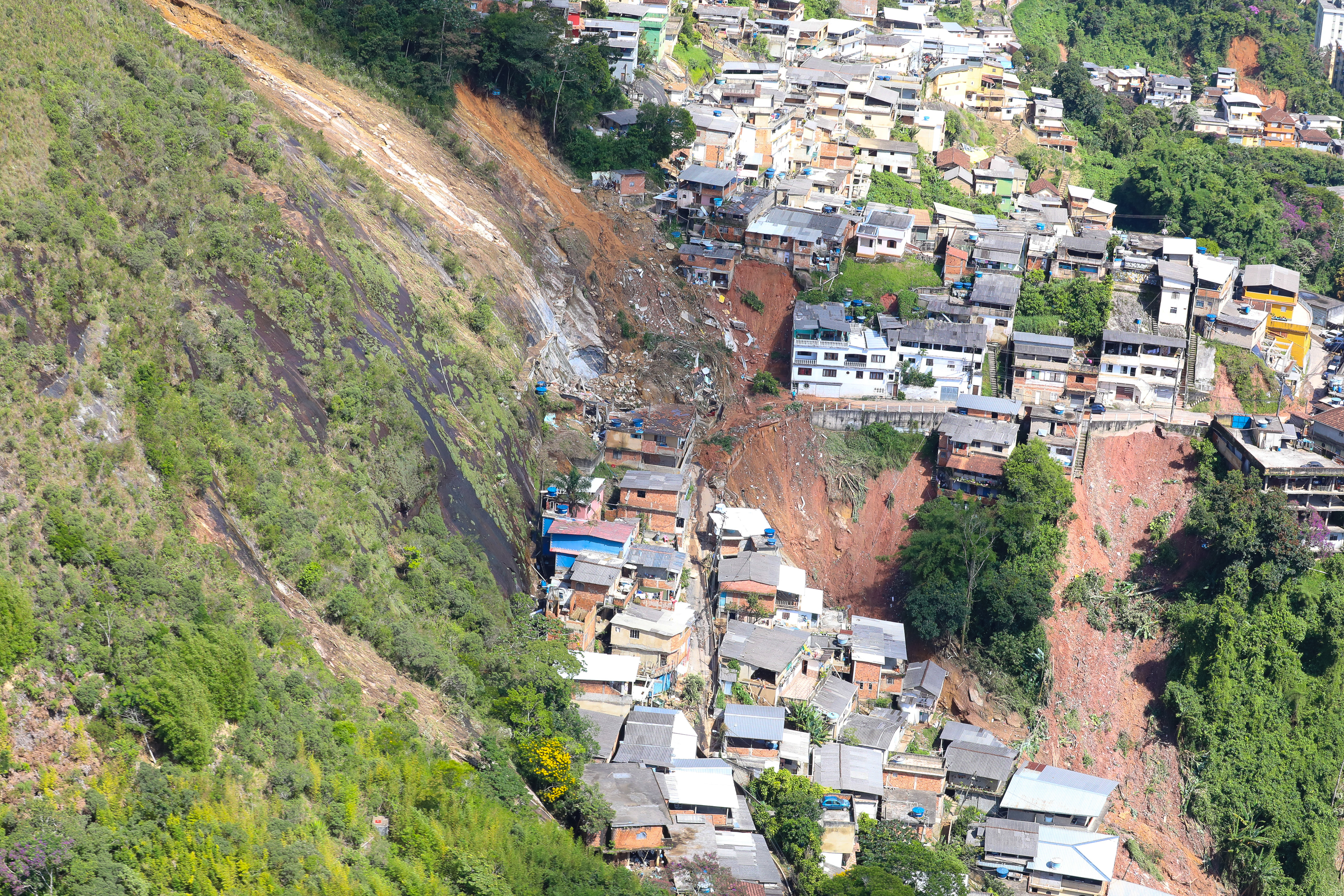
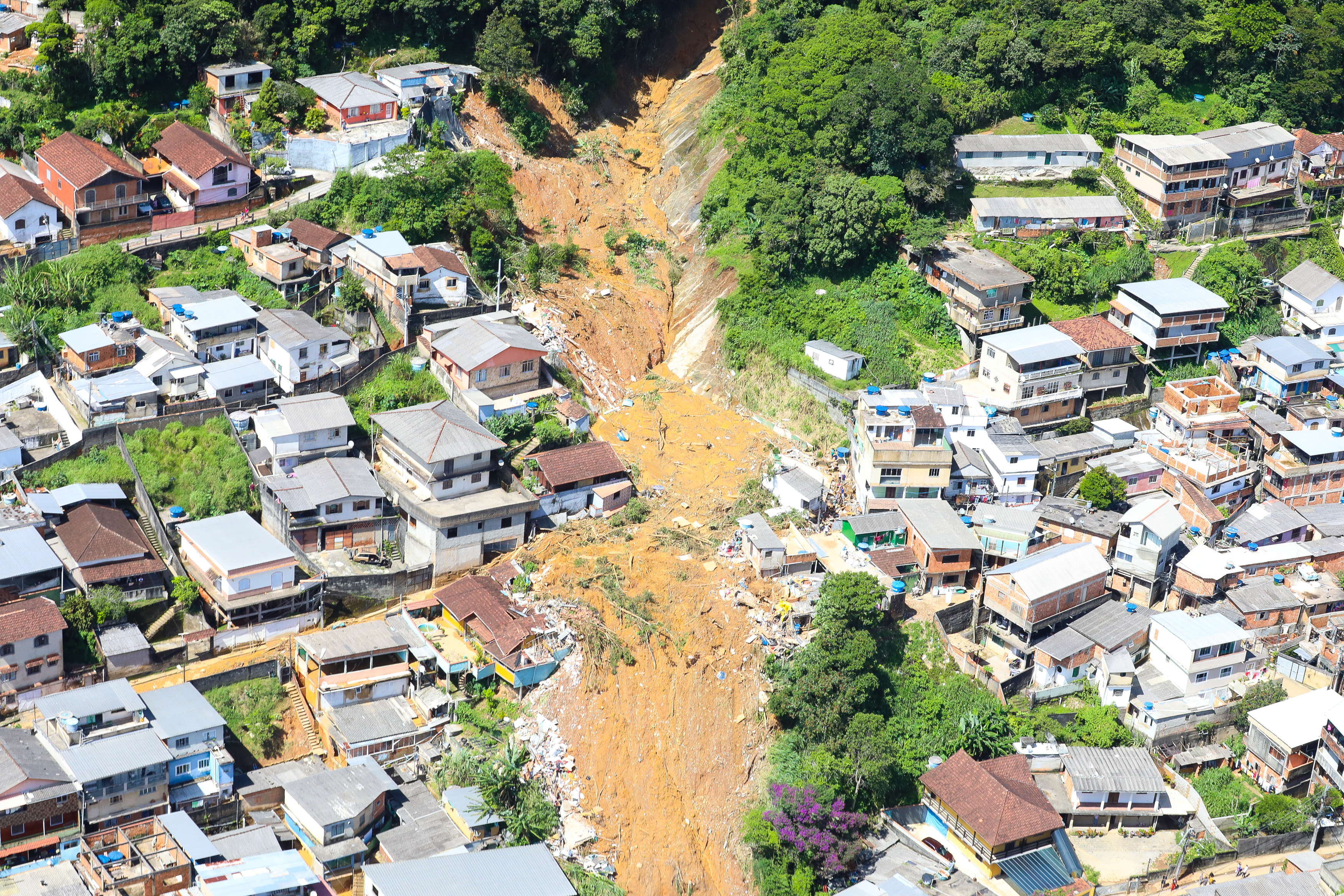

Zeitgleich kam es auch im nördlich angrenzenden Bundesstaat Espírito Santo zu Überschwemmungen mit mindestens zwei Todesopfern. An einigen Orten wurden bis zu 129,2 mm Regen innerhalb von 24 Stunden zwischen 15. und 16. Februar gemessen. Flüsse wie der Rio Doce überstiegen bereits vor den Regenfällen kritische Stände. Das Hochwasser und die Gefahr von Erdrutschen zwangen 77 Familien aus ihren Häusern.

## Hochwasser in Rondônia (Mitte Februar 2022)
Schwere Regenfälle begannen im Bundesstaat Rondônia am 18. Februar und ließen mehrere Flüsse über die Ufer treten. Besonders stark stiegen die Wasserstände der Flüsse Rio Pirarara, Rio Salgadinho, Rio Tamarupá, Rio Riozinho und Rio Machado. In Cacoal mussten wegen der Überschwemmungen mehrere hundert Familien evakuiert werden. Insgesamt waren etwa 1400 Familien betroffen. Neben Häusern wurden auch einige Straßen und Brücken beschädigt, sodass mehrere Orte von der Außenwelt abgeschnitten wurden.

## Hochwasser in Amapá (Mitte April 2022)
Mitte April kam es zu schweren Regenfällen im Bundesstaat Amapá. Der Rio Jari erreichte einen Wasserstand von 3,01 Metern. In den Gemeinden Laranjal do Jari und Vitória do Jari waren 16.152 bzw. 8.340 Menschen vom Hochwasser betroffen und über 220 Familien aus ihren Häusern verdrängt.

## Überschwemmungen in Santa Catarina (Anfang Mai 2022)
Anfang Mai kam es nach tagelangen Regenfällen im Bundesstaat Santa Catarina zu Überschwemmungen und Erdrutschen. In einigen Gebieten fielen bis zum 5. Mai mehr als 300 mm Niederschlag innerhalb von 72 Stunden, darunter São Martinho mit 375,4 mm und Anitápolis mit 338 mm. Mehrere Flüsse im Bundesstaat überstiegen kritische Pegel, darunter der Rio Canoas bei Vila Canoas und der Río Uruguay bei Itapiranga. Auch im südlich angrenzenden Bundesstaat Rio Grande do Sul wurden Hochwasserwarnungen für den Rio Uruguay und den Rio Taquari ausgegeben. Mehrere Gemeinden in Santa Catarina riefen den Notstand aus, darunter Tubarão, Orleans, Forquilhinhas, Urubici, Maracajá, Araranguá, São Joaquim, Lages und Laurentino. Am 4. Mai wurde an über 150 Schulen der Unterricht ausgesetzt. Insgesamt wurden etwa 44.000 Menschen von den Überschwemmungen betroffen und über 7000 mussten ihre beschädigten Häuser verlassen. Mindestens drei Menschen kamen ums Leben, davon zwei in São Joaquim und einer in Urubici.

## Überschwemmungen und Erdrutsche im Nordosten Brasiliens (Ende Mai 2022)
Ab 23. Mai kam es nach schweren Regenfällen zu Überschwemmungen und Erdrutschen in den Bundesstaaten Pernambuco, Alagoas und Paraíba im Nordosten Brasiliens. In Pernambuco wurden in der Küstenstadt Olinda innerhalb von 24 Stunden zum 25. Mai 199 mm Regen verzeichnet, in Recife waren es 196 mm. Im Süden von Alagoas fielen am 24. Mai mehr als 250 mm Regen. Besonders schwer wurde die Gemeinde Penedo getroffen, die, nachdem sie die schwersten Regenfälle seit Beginn der Aufzeichnungen in 1935 erlebte, den Notstand ausrufen musste. Insgesamt kamen Ende Mai durch die Überschwemmungen mindestens 4 Menschen ums Leben und 80 Menschen in Pernambuco.

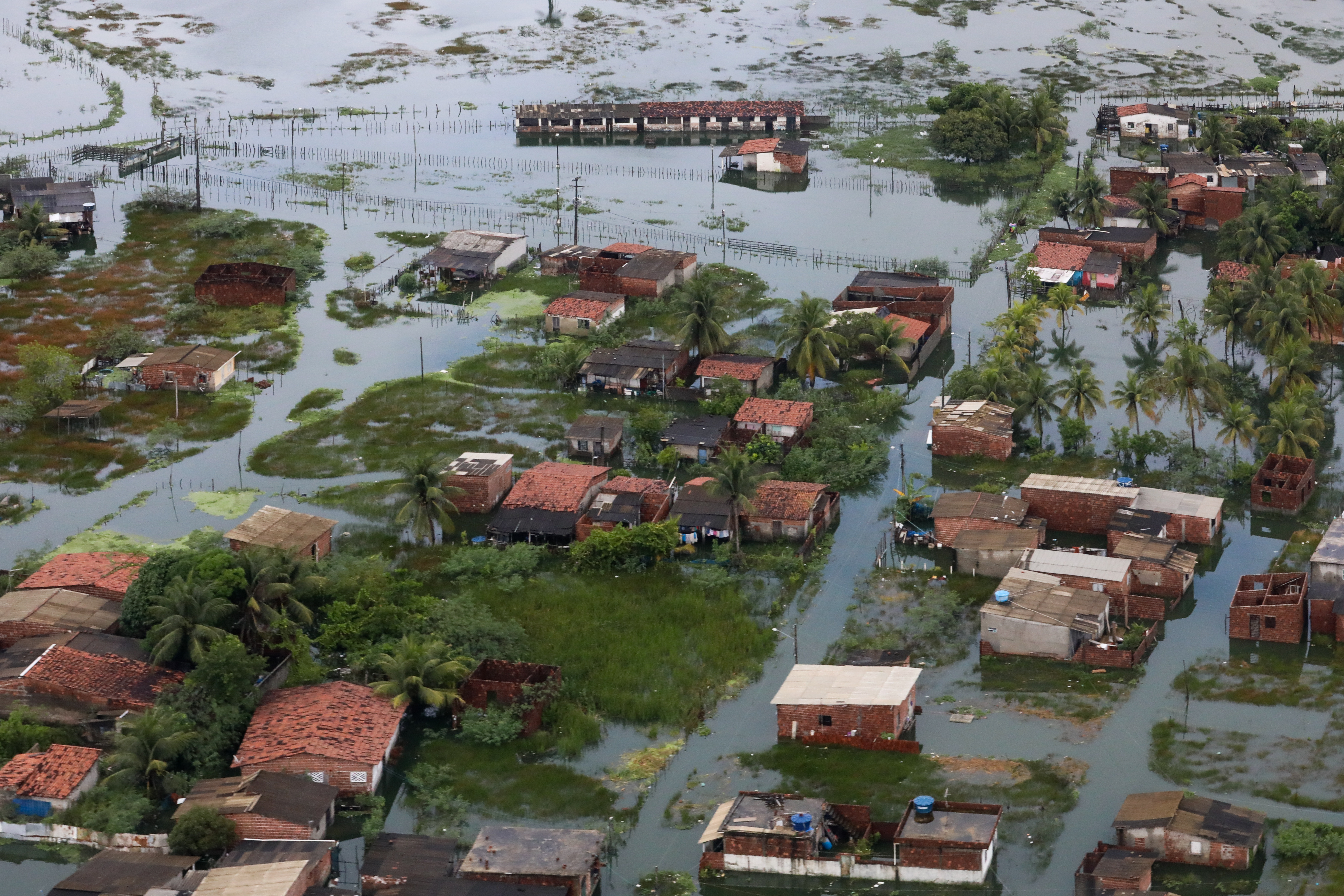
Überschwemmungen in Recife, 30. Mai
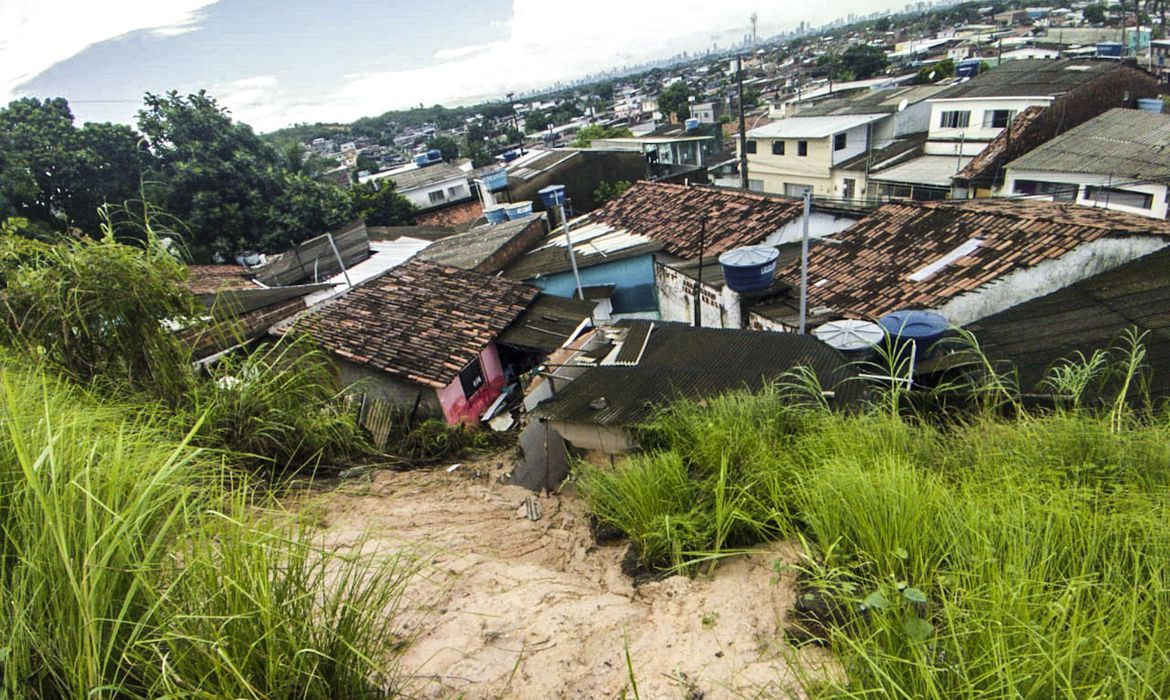
Von einem Erdrutsch zerstörte Häuser in Recife, 30. Mai
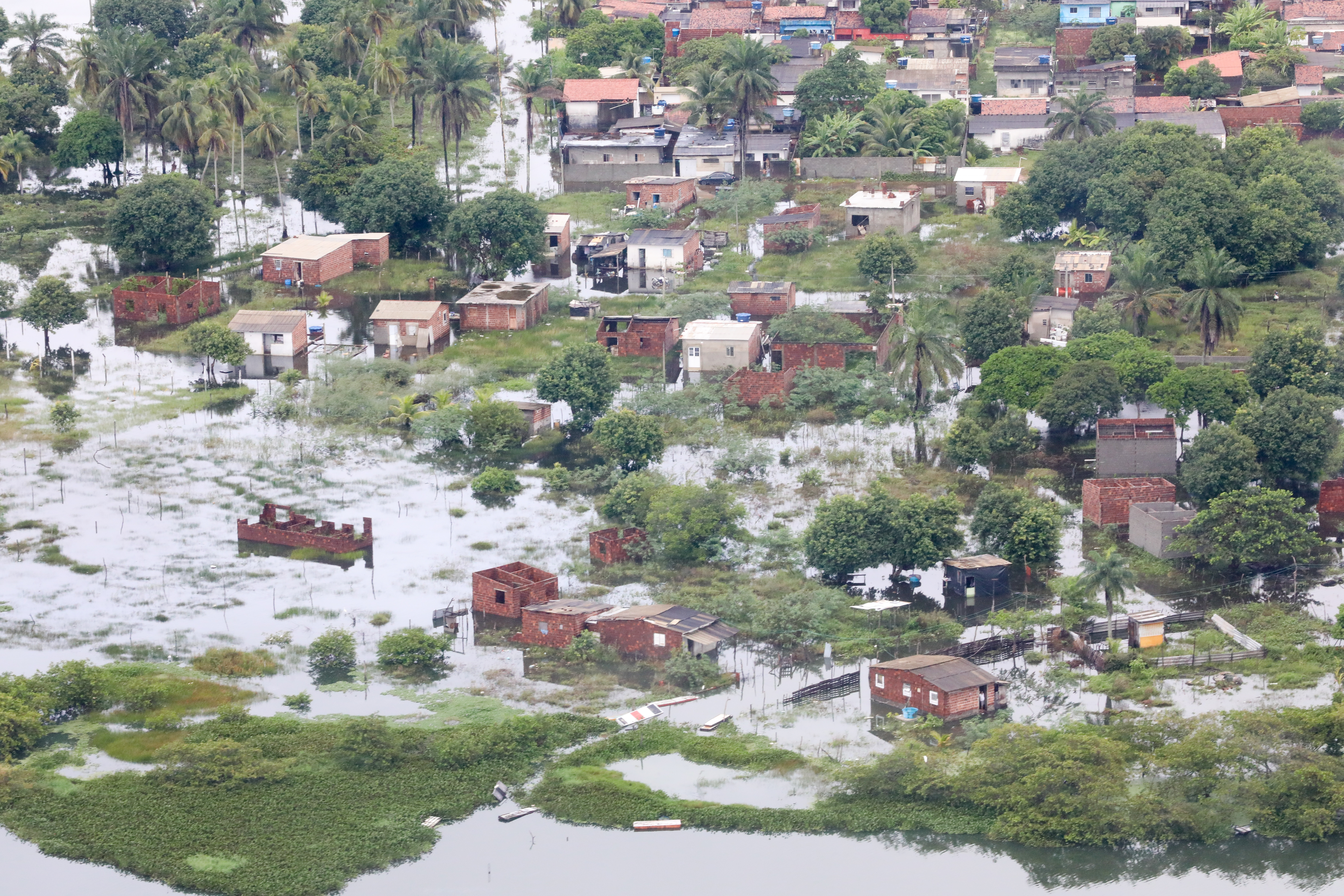
Zerstörte Häuser in Recife, 30. Mai
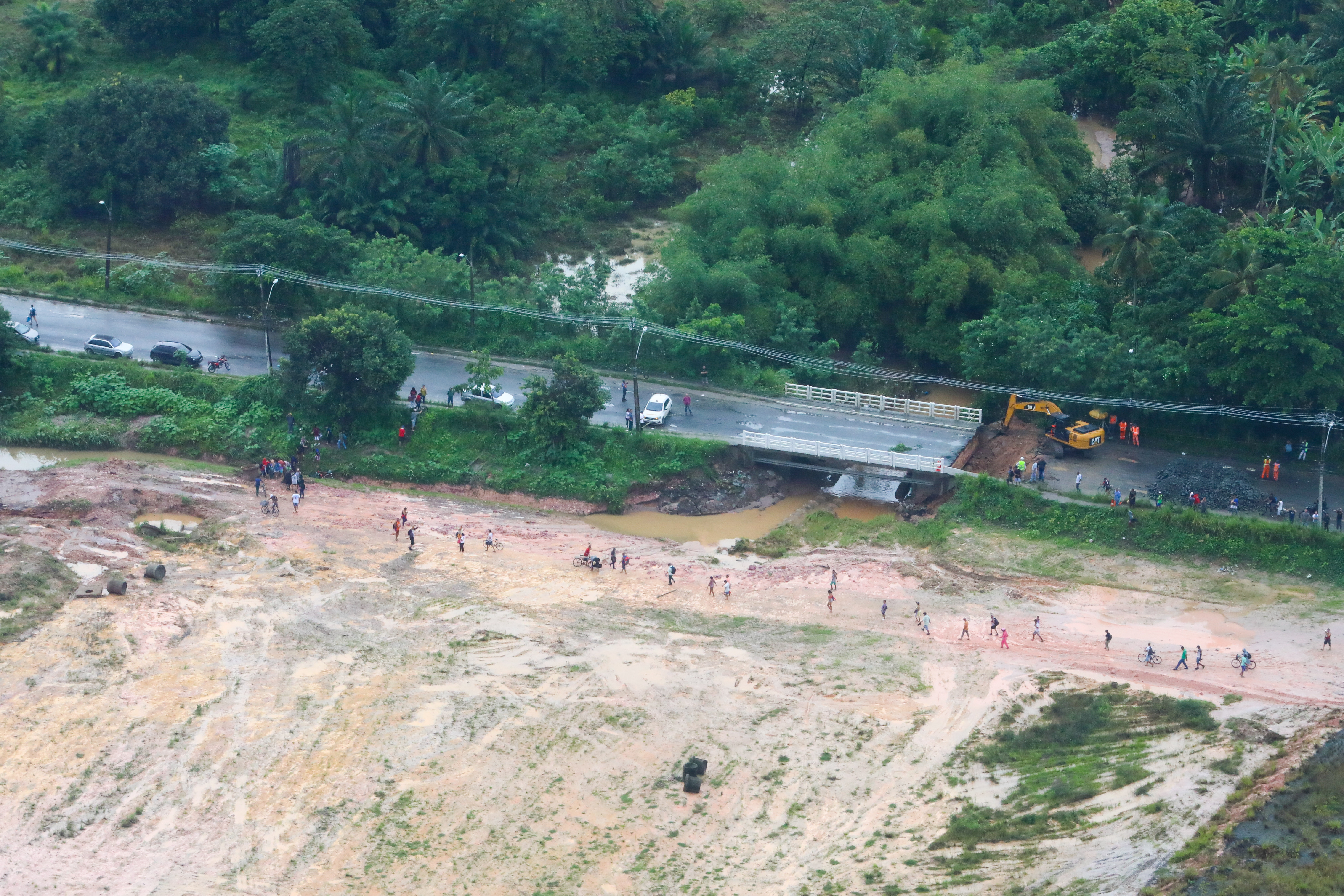
Zerstörte Straße in Recife, 30. Mai
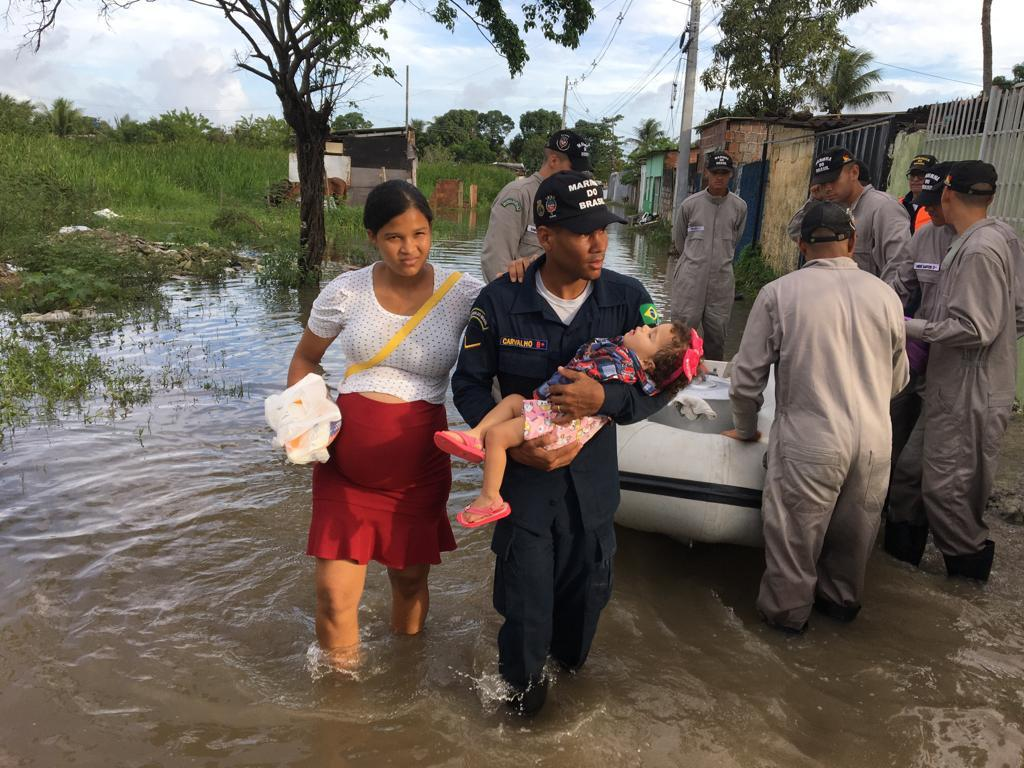
Helfer in Pernambuco, 3. Juni

## Überschwemmungen im Nordosten Brasiliens (Anfang Juli 2022)
Anfang Juli kam es im Nordosten Brasiliens erneut zu Überschwemmungen, die die Bundesstaaten Alagoas, Pernambuco und Rio Grande do Norte betrafen. In Alagos waren über 50 Gemeinden betroffen. Zwischen Anfang Mai und Anfang Juli fiel in dem Bundesstaat mehr Regen als durchschnittlich in einem gesamten Jahr. In der Stadt Porto de Pedras fielen bis 2. Juli innerhalb von 24 Stunden 97,6 mm Regen. In Pernambuco wurden in Barreiros 94,6 mm Niederschlag und in Garanhuns 110,8 mm innerhalb von 24 Stunden bis zum 1. Juli. In Rio Grande do Norte fielen in Ponta Negra in Natal 160 mm Regen am 2. Juli. Insgesamt kamen mindestens 6 Menschen ums Leben.